# Жак I д’Омон
Жак д’Омон (фр. Jacques d'Aumont; ум. в январе 147?), сеньор д'Омон — французский аристократ.

## Биография
Сын Жана IV д’Омона и Иоланды де Шатовиллен.
Сеньор д'Омон, де Мерю, де Шап, и прочее.
Советник и камергер герцога Бургундского Филиппа III Доброго, который назначил Жака губернатором Шатийона. Сопровождал герцога в военных кампаниях как один из наиболее могущественных вассалов.
В 1430 году вместе со своим братом Гийомом был осажден в замке Шап бароном де Барбазаном, прозванным «безупречным рыцарем» (chevalier sans reproche), и был вынужден сдаться. В мае 1432 регент Франции герцог Бедфорд вызвал Омона вместе с Филибером де Водре, губернатором Тоннеруа, на осаду Ланьи с их ротами из четырехсот и пятисот бойцов, тяжеловооруженных всадников и стрелков. Они там находились до 28 августа.
После примирения бургундцев с Карлом VII Жак добился от короля Франции в январе 1448 в Туре и июле 1450 в Лане грамот об отмене приговора себе и брату за военные действия против короля Рене Доброго. Сам Рене в 1454 и 1456 годах снова пытался привлечь Жака к ответственности.
В 1441—1443 годах враждовал с Жанной де Шуазёль, дамой д'Англюр, из-за сеньории Шасне. Согласно сохранившимся остаткам эпитафии, он умер … января 147…

## Семья
Жена: Катрин, дама д'Этрабон и де Ноле, старшая дочь Гийома IV, сеньора д'Этрабона и де Ноле, и Маргерит де Ружмон, дамы де Ванной, Жюлле, Онуа, Ле-Планш и Тутенан. 21 октября 1456 в замке Мерю утвердила раздел земель, которыми владел ее муж, с Луизой д'Этрабон, женой Пьера, сеньора де Бриона
Дети:
- Жан V (ум. после 1521), сир д’Омон. Жена (1480): Франсуаза де Майе, дама де Шатору, дочь барона Ардуэна IX де Майе и Антуанетты де Шовиньи, дамы де Шатору
- Ферри (ум. 23.02.1526), сеньор д’Омон, де Мерю и де Шар после раздела владений со старшим братом в 1482 году. Жена: Франсуаза де Ферьер (ум. после 20.04.1534), дочь Гийома, сеньора де Ферьера, де Тюри и де Данжю, и Жаклин де Файель, виконтессы Бретёя
- Бланш (ум. 6.12.1530). Муж (контракты 8.03.1477 и 6.11.1478): Франсуа де Рошешуар, сеньор де Шанденье, сенешаль Тулузы
- Маргерит, дама де Мезьер близ Фалеза. Муж (контракт 12.07.1480): Робер де Боту, сеньор де Ла-Фонтеле; принес оммаж за Мезьер 16.01.1485